# La Châtaigneraie
La Châtaigneraie ist eine französische Stadt mit 2590 Einwohnern (Stand 1. Januar 2022) im Kanton La Châtaigneraie im Arrondissement Fontenay-le-Comte im Département Vendée (Châtaigne, französisch für Kastanie).

## Geschichte
In der Antike befand sich auf dem Hügel Montercle (Berg des Herkules) ein gallisches Heiligtum. Ein Schloss befand sich bis zum 14. Jahrhundert im Besitz der Familie Chasteigner. 1595 fand ein Massaker an Hugenotten statt. 1698 wurde ein Königliches Gericht (tribunal royal) eingerichtet, mit dem viele Beamte nach La Châtaigneraie kamen. 
Im Aufstand der Vendée (1793–1796) standen die Bürger auf Seiten der Republik. Daher wurde die Stadt am 13. Mai 1793 von royalistischen Aufständischen gestürmt. Im Mai 1794 erteilte der Wohlfahrtsausschuss (Comité de Salut Public) den Befehl, die im Besitz der Aufständischen befindliche Stadt zu zerstören, aber weil der spätere General Nicolas Léonard Baegert (Becker) den Befehl verweigerte, wurde er nicht ausgeführt.
1880 wurde der Ort an das Eisenbahnnetz angeschlossen.

## Sehenswürdigkeiten
- Wohnhaus des Malers Félix Lionnet (Monument historique)

## Persönlichkeiten
- Félix Lionnet (1832–1896), Maler